# (37876) 1998 FY37
1998 FY37 (asteroide 37876) é um asteroide da cintura principal. Possui uma excentricidade de 0.09620530 e uma inclinação de 11.46946º.
Este asteroide foi descoberto no dia 20 de março de 1998 por LINEAR em Socorro.